# Parlament de Galícia
El Parlament de Galícia (gallec: Parlamento de Galicia, castellà: Parlamento de Galicia) és la institució en la qual es troba el poder legislatiu de la comunitat autònoma de Galícia. Com els Parlaments del País Basc, Catalunya i Andalusia, el Parlament de Galícia va ser instaurat, amb anterioritat a les primeres eleccions autonòmiques, a partir de la redacció de l'Estatut d'Autonomia pel procediment marcat en l'article 151.2 de la Constitució, pels diputats de les Corts Generals escollits en les províncies corresponents en la primera legislatura de la monarquia, presidida per Adolfo Suárez.

## Funcions
Les funcions principals del Parlament de Galícia són:
- Exercir la potestat legislativa de Galícia
- Controlar l'acció executiva de la Xunta de Galícia
- Aprovar els pressupostos
- Escollir el president de la Xunta de Galícia

## Seu
La seu del Parlament de Galícia s'assenta en la capital gallega, Santiago de Compostel·la. El saló de sessions és el lloc habitual on tenen lloc les sessions de ple, i els Diputats prenen els seus seients amatents en forma d'hemicicle, davant la taula presidencial. El President de la Xunta de Galícia i el seu govern ocupen la primera fila d'escons, i la resta de Diputats i Diputades, agrupats per grups parlamentaris ocupen la resta dels escons.

## Composició
El Parlament de Galícia està format per 75 membres, agrupats des de 2024 en quatre grups parlamentaris disposats del següent mode:
- Partit Popular de Galícia (PPdeG): 40 diputats.
- Bloc Nacionalista Gallec (BNG): 25 diputats.
- Partit dels Socialistes de Galícia (PSdeG): 9 diputats.
- Grup Mixt: Inclou Democracia Ourensana (DO): 1 diputat

A les Eleccions al Parlament de Galícia de 2024, el Partit Popular va reeditar la seva majoria absoluta aconseguida el 2020 però va perdre dos escons. D'altra banda, el BNG es va mantenir com a principal partit de l'oposició.

## Eleccions al Parlament de Galícia
- Eleccions al Parlament Gallec de 1981
- Eleccions al Parlament Gallec de 1985
- Eleccions al Parlament Gallec de 1989
- Eleccions al Parlament Gallec de 1993
- Eleccions al Parlament Gallec de 1997
- Eleccions al Parlament Gallec de 2001
- Eleccions al Parlament Gallec de 2005
- Eleccions al Parlament Gallec de 2009
- Eleccions al Parlament Gallec de 2012
- Eleccions al Parlament Gallec de 2016
- Eleccions al Parlament Gallec de 2020
- Eleccions al Parlament Gallec de 2024